# سپاه سوم زرهی
سپاه سوم زرهی (انگلیسی: III Armored Corps) سپاه زرهی زیرمجموعه نیروی زمینی ایالات متحده آمریکا است، که در سال ۱۹۱۸ تأسیس شد. ستاد فرماندهی سپاه سوم در شهر فورت هود، تگزاس قرار دارد. این سپاه در جنگ جهانی اول، جنگ جهانی دوم و جنگ عراق شرکت داشت.
سپاه سوم که در جنگ جهانی اول در فرانسه فعالیت خود را آغاز کرد و در این دوره بر لشکرهای ارتش ایالات متحده نظارت داشت، زیرا آنها چندین حمله بزرگ آلمان را دفع کرده و آنها را به داخل آلمان هدایت کردند. این سپاه پس از پایان جنگ غیرفعال شد.
سپاه سوم در سال‌های بین دو جنگ جهانی دوباره فعال شد، قبل از اعزام به جبهه اروپا، واحدهای ارتش ایالات متحده را برای نبرد قبل و در طول جنگ جهانی دوم آموزش داد، جایی که در چندین درگیری کلیدی، از جمله نبرد بولج، شرکت کرد و لشکر ۱۰۱ هوابرد محاصره شده را نجات داد.
برای ۵۰ سال بعدی، این سپاه یک عنصر آموزشی کلیدی برای نیروی زمینی ایالات متحده بود، زیرا نیروهایی را برای شرکت در جنگ سرد، جنگ کره و جنگ ویتنام به خارج از کشور اعزام می‌کرد. در حالی که تمام واحدهای اصلی سپاه سوم برای شرکت در جنگ خلیج فارس مستقر شده بودند، خود سپاه تا زمان عملیات آزادی عراق در سال ۲۰۰۳ هیچ گونه اعزام رزمی را تجربه نکرد. از آوریل ۲۰۱۹ سپاه سوم دارای قدیمی‌ترین تشکیلات از نوع خود در نیروی زمینی ایالات متحده است که شامل: لشکر یکم پیاده، لشکر اول سواره‌نظام، لشکر اول زرهی و تیپ اول پزشکی می‌باشند.